# Num (Indonésia)
Num ou Mios Num (em indonésio:  Pulau Num, biak: Miosnum) é uma ilha da Nova Guiné Ocidental, na Indonésia, a oeste de Yapen, da qual está separada pelo estreito de Mios Num. Fica na Baía Cenderawasih. Numfor e Biak situam-se a norte, com o estreito de Aruri entre elas.
Num tem área de 84 km² e o seu ponto mais alto chega a 448 m de altitude.
É habitat do marsupial Spilocuscus maculatus.